# 外消旋化
外消旋化 是指两个镜像分子(对映异构体)的浓度对比。 在完全外消旋化后形成外消旋混合物的，即两种对映体的1：1混合物。

## 特性